# Fotograficzny filtr ocieplający
Fotograficzny filtr ocieplający – seria filtrów 81 równoważących temperaturę barwową światła, używanych do korygowania jego barwy (czyli likwidacji zaniebieszczeń na filmach), która wydaje się zimna, na przykład w ciemny, pochmurny dzień.
Filtry ocieplające mają kolor bursztynowy i różnią siłę oddziaływania:
- 81– najsłabszy;
- 81EF – najsilniejszy;
- 81A, 81B, 81C, 81D – filtry pośrednie.

Umiejętność dostosowania danego filtra do danych okoliczności przychodzi z czasem, można jednak nakreślić kilka ogólnych zasad:
- Filtry 81 i 81A mają bardzo ograniczone zastosowanie, powinno się więc przede wszystkim używać 81B lub 81C. To właśnie one nadają się najlepiej do sytuacji, gdy światło jest zimne np. do zdjęć wykonywanych podczas pochmurnej pogody czy w głębokim cieniu. Ich celem jest dodanie zdjęciu przyjemnego ciepła bez zbytniego podkreślania kolorów.
- Filtry 81D oraz EF stosuje się wtedy, gdy ma się zamiar uzyskać bardzo wyraźny i oczywisty efekt ocieplenia zdjęcia, np. by podkreślić kolor nieba o zachodzie słońca lub liści jesienią. Oczywiście wtedy kolory neutralne także nabiorą mocniejszych odcieni, należy więc używać tych filtrów tak, aby zdjęcia nie wyglądały nienaturalnie[1].